# Резвый мост
Ре́звый мост — автодорожный балочный мост через протоку Екатерингофки между Гутуевским и Малым Резвым островами в Кировском районе Санкт-Петербурга.

## Расположение
Мост соединяет набережную реки Екатерингофки с северной частью Малого Резвого острова; располагается под углом к проезжей части.
Выше по течению находится эстакада ЗСД и безымянный железнодорожный мост, ниже — Гутуевский мост.
Ближайшая станция метрополитена — «Нарвская».

## История
Впервые мост между Большим Резвым (сейчас является частью Гутуевского острова) и Малым Резвым островами появляется на карте 1880 года, а название Резвый мост — на карте 1894 года. По конструкции это был многопролётный деревянный мост.
Предположительно в 1970-х годах из-за аварийного состояния деревянного моста рядом с ним был построен новый шестипролётный мост. Старый мост не стали демонтировать.
Во время реконструкции набережной реки Екатерингофки в 2010—2012 годах, бетонный мост был соединён с новой проезжей частью набережной, а старый деревянный мост — демонтирован.